# The Dub
The Dub è un film muto del 1919 diretto da James Cruze.
Prodotto dalla Jesse L. Lasky Feature Play Company, il film venne distribuito il 19 gennaio 1919.
La sceneggiatura si basa su The Dub, storia breve di Edgar Franklin (pseudonimo di Edgar Franklin Stearns) pubblicato il 17 giugno 1916 su All-Story Weekly.
Tra gli interpreti, Wallace Reid nel ruolo del titolo, Charles Ogle e Ralph Lewis.

## Trama
Quando la società Blatch, Markham & Driggs fa crac, Markham ruba alcuni documenti e l'opzione per una preziosa miniera. Nel contempo, Blatch, che cerca di far decadere i tempi dell'opzione per poter comperare la miniera a un prezzo più basso, vuole convincere Driggs, il terzo socio, di star tentando di recuperare le carte con l'aiuto dell'avvocato Hadden. Nell'operazione viene coinvolto John Craig, un imprenditore edile, e poi anche Enid Drayton, la pupilla di Markham. Questi ultimi due trovano le prove che sia Markham che Blatch per anni hanno truffato il socio. Driggs, rientrato in possesso dei documenti, premia John e informa Enid, che era stata tenuta prigioniera dal tutore, che lei è proprietaria di un palazzo di un milione di dollari.

## Produzione
Il film fu prodotto dalla Famous Players-Lasky Corporation e dalla Jesse L. Lasky Feature Play Company.

## Distribuzione
Il copyright del film, richiesto dalla Famous Players-Lasky Corp., fu registrato il 2 dicembre 1918 con il numero LP13127.
Distribuito dalla Famous Players-Lasky Corporation, il film - presentato da Jesse L. Lasky - uscì nelle sale cinematografiche statunitensi il 19 gennaio 1919.